# زوسن (زاکسن-آنهالت)
زوسن (به آلمانی: Sössen) یک منطقهٔ مسکونی در آلمان است که در لوتسن واقع شده‌است. زوسن ۲۲۶ نفر جمعیت دارد.